# Coudeville-sur-Mer
Coudeville-sur-Mer é uma comuna francesa na região administrativa da Normandia, no departamento Mancha. Estende-se por uma área de 8,72 km². Em 2010 a comuna tinha 892 habitantes (densidade: 102,3 hab./km²).